# 泰斯庇斯

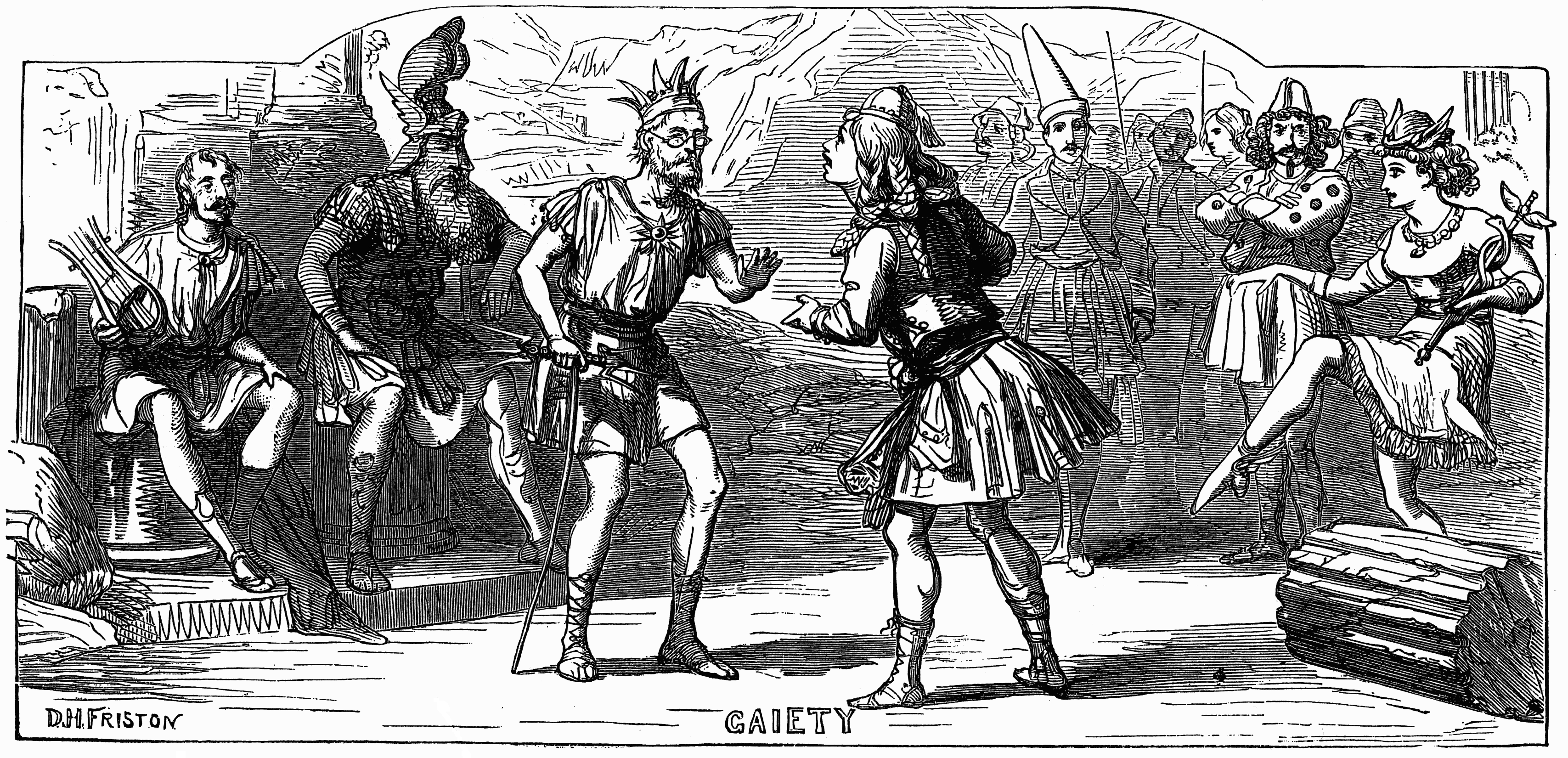
刊登于1872年1月6日《伦敦新闻画报》上的插图

《泰斯庇斯》是剧作家威廉·S·吉尔伯特与作曲家阿瑟·萨利文首度合作一部歌剧。这部作品从未出版，其中大部分乐曲如今已经失传。之后，吉尔伯特与沙利文继续合作，成为英格兰维多利亚时期最成功的合作伙伴之一，创作出一系列受欢迎的作品，包括《皮纳福号军舰》、《彭赞斯的海盗》等。
1871年12月26日，《泰斯庇斯》在伦敦盖尔蒂剧院首演。和其他在该剧院的作品一样，《泰斯庇斯》也是滑稽风格的，和吉尔伯特与沙利文后期作品的风格有所不同。作为当时圣诞节的一项娱乐，演出获得了适当的成功，并于1872年3月8日停演，一共演出63场。其广告上的描述为“一场的完完全全原汁原味的两幕滑稽剧”（An entirely original Grotesque Opera in Two Acts）。
《泰斯庇斯》中的主人公狄斯比斯是一家剧团的团长，一位富有传奇色彩的希腊戏剧之父，在奥林匹斯山上，他和如今年事已高的神临时交换了地方。劇團演员们成为滑稽而笨拙的统治者。在继而发生的混乱平息后，愤怒的神返回舞台，将演员们送回了地面。在25年后的最后的作品《大公》（The Grand Duke）中，吉尔伯特又写回到了这个主题，在新的作品中一个剧团公司临时和一个小国的统治者交换身份，并决定“以最好的方式复兴雅典的经典记忆”。
类似《泰斯庇斯》之类季节性的作品通常不期望长久演出，该剧目也不是挣钱的剧目，演出季结束后，在作者的有生之年没有再次演出。1950年代，人们对该作品有了新的兴趣，自此又上演了很多次，其音乐部分是原来的音乐，部分则采用沙利文其他作品的音乐。

## 脚注
1. ↑  有些资料记载为64场，根据Rees（第78页第7行），由于大斋首日,停演一场。
2. ↑  Rollins 和 Witts，第3页。